# دهستان مالمیر
دهستان مالمیر یکی از دهستان‌های استان مرکزی است که در بخش سربند شهرستان شازند واقع شده‌است.
روستاهای تابع آن عبارتند از: آب بخشان، آق بلاغ محمدحسین خان، اقاجکندی، برج عباس خان، بن گنبد، تپه، تلخستان، تواندشت علیا، حاجی بیگ، حشیان، خشکه در مالمیر، خلج مالمیر، ده خداکرم، ده عبداله، ده علی مراد، ده علیخان، ده مولا، زاغه اکبرآباد، قره داش، قره تپه، گل زرد عبدی، مالمیر، نیازاغه

بر اساس نتایج حاصل از سرشماری عمومی مسکن و نفوس سال ۱۳۸۵، این روستا از توابع دهستان مالمیر بخش سربند شهرستان شازند استان مرکزی است و در منطقه ای کوهستانی قرار دارد. جمعیت روستا ۲۱۱ خانوار و ۶۹۰ نفر است که ۳۱۳ نفر آن مرد و ۳۷۷ نفر آن زن است.